# Wowo Habdank
Wowo Habdank (* 23. Mai 1972 in München) ist ein deutscher Theater- und Filmschauspieler sowie Hörspielsprecher.

## Leben
Nach seinem Abitur im Jahr 1991 am Karlsgymnasium München-Pasing studierte Habdank Schauspiel an der Hochschule der Künste Bern von 1992 bis 1997. Von 1998 bis 2000 war er Ensemblemitglied am Schauspielhaus Graz. 2000 gründete er zusammen mit Lukas Bangerter die Theatergruppe Plasma. Als Hörspielsprecher wirkte er in Folgen des Radio-Tatort und Produktionen der BR-Abteilung Hörspiel und Medienkunst mit. Von 2011 bis 2015 wirkte er bei der Theater-Performancegruppe Hunger&Seide mit. Beim Nockherberg-Singspiel stellte er von 2014 bis 2018 Anton Hofreiter von den Grünen dar.
Er ist der Sohn des Kunstmalers Walter Habdank und der Bruder des Pfarrers Johannes Habdank und des Kunstmalers Rabe Habdank.

## Filmografie (Auswahl)
- 2004: Experiment Bootcamp (Fernsehfilm)
- 2008: Der Kaiser von Schexing (Fernsehserie, 1 Folge)
- 2008: Kommissar Süden und der Luftgitarrist (Fernsehfilm)
- 2009: Der Bergdoktor (Fernsehserie, 1 Folge)
- 2009: Der Bulle von Tölz: Abenteuer Mallorca (Fernsehserie, 1 Folge)
- 2010: Keiner geht verloren (Fernsehfilm)
- 2010: Blond bringt nix (Fernsehfilm)
- 2011: Blaubeerblau (Fernsehfilm)
- 2011: Teufelsnacht (Kurzfilm)
- 2011: Ich habe es dir nie erzählt (Fernsehfilm)
- 2011: Tatort: Jagdzeit (Filmreihe)
- 2011–2017: Hubert und Staller (Fernsehserie, 3 Folgen)
- 2011–2019: Aktenzeichen XY... ungelöst (Fernsehserie, 7 Folgen)
- 2012: Ich habe es dir nie erzählt
- 2012: München 7 (Fernsehserie, 1 Folge)
- 2012: Die Garmisch-Cops (Fernsehserie, 1 Folge)
- 2012: Ludwig II.
- 2012–2020: Die Rosenheim-Cops (Fernsehserie, 4 Folgen)
- 2013–2017: Hammer & Sichl (Fernsehserie, 19 Folgen)
- 2013: Der blinde Fleck
- 2013: Das alte Haus (Fernsehfilm)
- 2013: Der blinde Fleck - Täter. Attentäter. Einzeltäter?
- 2013: Wrong Place, Wrong Crime (Kurzfilm)
- 2013–2020: Der Alte (Fernsehserie, 2 Folgen)
- 2014–2018: Nockherberg-Singspiel als Anton Hofreiter
- 2014: Der Bestatter (Fernsehserie, 1 Folge)
- 2014: Nebenwege – Pilgern auf Bayrisch
- 2014: Die Tote aus der Schlucht (Fernsehfilm)
- 2014–2016: SOKO München (Fernsehserie, 3 Folgen)
- 2015–2018: Tannbach – Schicksal eines Dorfes (Fernsehserie, 6 Folgen)
- 2016: Liebe bis in den Mord: Ein Alpenthriller (Fernsehfilm)
- 2017: Unter Verdacht (Filmreihe, 1 Folge)
- 2017: Tatort: Die Liebe, ein seltsames Spiel (Filmreihe)
- 2018: Zwei Herren im Anzug
- 2018: Sieben Stunden (Fernsehfilm)
- 2019: SOKO Donau (Fernsehserie, 1 Folge)
- 2019: Tonio & Julia (Fernsehserie, 1 Folge)
- 2020: Frühling  (Fernsehserie, Folge Genieße jeden Augenblick)
- 2020: Über Land  (Fernsehserie, 1 Folge)
- 2020: Lynn ist nicht allein (Fernsehserie, 3 Folgen)
- 2020: Der Komödienstadel: Nix geht mehr
- 2020: Der Alte und die Nervensäge (Fernsehfilm)
- 2021: Daheim in den Bergen – Brüder (Fernsehreihe)
- 2022: SOKO Linz – Judas (Fernsehserie)
- 2022: Wer gräbt den Bestatter ein?
- 2024: Sturm der Liebe (Fernsehserie)
- 2024: Kati – Eine Kür, die bleibt (Fernsehfilm)
- 2024: SOKO Donau/SOKO Wien – Untreu (Fernsehserie)

## Hörspiele (Auswahl)
- 2016: Franz Kafka: Das Schloss, Hörspiel in 12 Teilen (Rolle: Gerstäcker) Idee und Regie: Klaus Buhlert, BR Hörspiel und Medienkunst, als Podcast/Download im BR Hörspiel Pool.[4]